# Claus de Werve
Claus (Claux) de Werve (6. března 1380, Haarlem – 8. října 1439, Dijon) byl nizozemský sochař činný v dílně Clause Slutera v Dijonu, po roce 1406 ve službách burgundských vévodů Jeana Dobrého a Filipa Smělého.

## Život a dílo

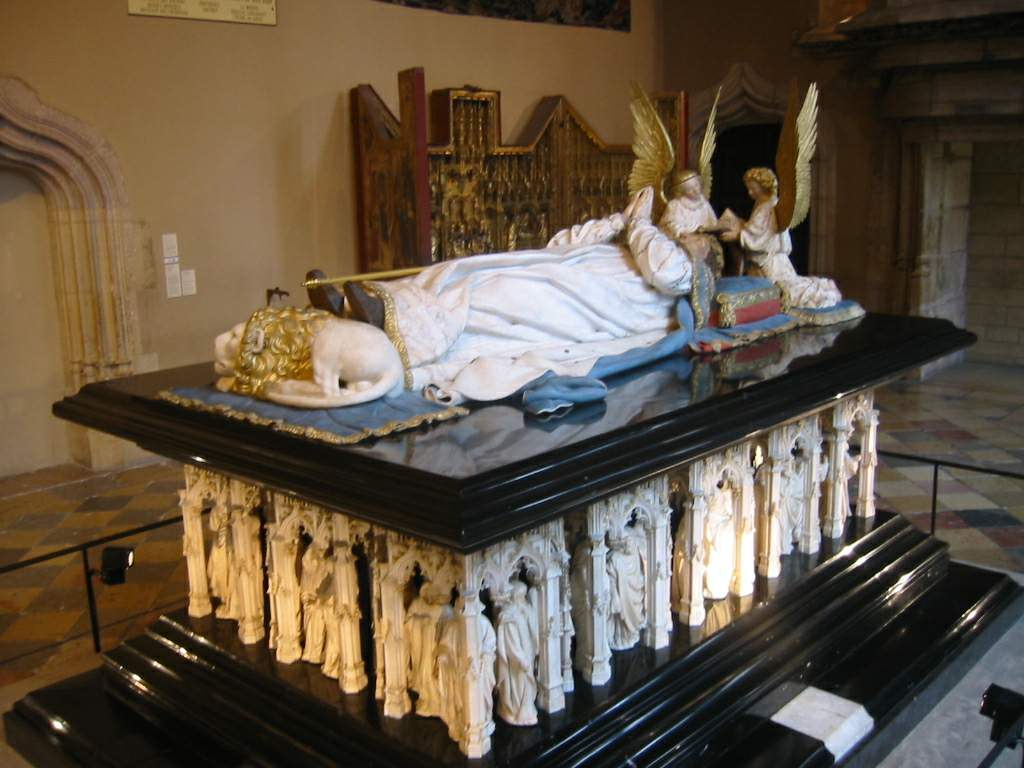
Náhrobek Filipa Smělého

Claus de Werve byl synovcem Clause Slutera a jeho hlavním asistentem. Do Sluterovy dílny v Dijonu přijel jako šestnáctiletý sochařský tovaryš a podílel se na nejslavnějším Sluterově díle, tzv. Mojžíšově studně v kartuziánském klášteře Champmol poblíž Dijonu. Po Sluterově smrti roku 1406 působil ve službách vévody Jeana Dobrého a jeho syna Filipa Smělého jako „tailleur d'ymages et varlet de chambre“.
V letech 1406–1410 dokončil náhrobek Filipa Smělého v Champmol (nyní Musée Archéologique, Dijon), na kterém postupně pracovali sochaři Jean de Marville a Claus Sluter. Je považován za autora postav truchlících mnichů, vytvořených z alabastru. Jejich pojetí se vyznačuje individualizací postav mnichů a expresivním podáním drapérií, které již předznamenává renesanci.
Roku 1408 Claus de Werve cestoval do Savojska na pozvání vévody Amadea VIII. a pravděpodobně pracoval v Sainte-Chapelle v Chambéry. V letech 1400–1412 pobýval v Paříži a roku 1414 pracoval na votivní skupině postav s centrální Nejsvětější Trojicí pro Maison du Miroir v Dijonu (později zničeno). Roku 1418 Claus de Werve vážně onemocněl. Sochařovi nebo jeho dílně se připisuje několik soch, které se dosud zachovaly nebo byly dokumentovány v církevních stavbách v Burgundsku a okolí. Claus de Werve zemřel roku 1439 a v Burgundském vévodství ho jako dvorní sochař vystřídal Juan de la Huerta.

### Známá díla
- Mojžíšova studna, kartuziánský klášter Champmol u Dijonu (pomocné práce, pravděpodobně autorem šesti plačících andělů)[3]
- Náhrobek Filipa Smělého – většina postav truchlících mnichů (2 figury připisovány Clausi Sluterovi, samotnou figuru Filipa Smělého vytvořili Jean de Marville a Claus Sluter)

#### Připsáno Clausi de Werve
- oltář se scénami Umučení (1430) v kostele St. Vincent de Bessey-les-Citeaux
- Sv. Michael, Pohřební památník opata Aimé de Chalon, bývalého opatství Saint-Pierre v Baume-les-Messieurs 5
- Zvěstování Panny Marie, měkký oolitický kámen, dříve polychromovaný, 128 × 47 × 31 cm, Musée Baron-Martin
- Madona s dítětem, určené pro klášter klarisek v Poligny, v současné době v Metropolitním muzeu umění v New Yorku[4]
- Kristus v hrobě, Katedrála v Langres, restaurováno a nově instalováno v katedrále v roce 2008[5]
- Skupina Zvěstování určená pro benediktinské opatství, Saint-Seine-l'Abbaye (Côte-d'Or)
- Sochy Panny Marie a svatého Jana určené pro Kalvárii v kostele Saint-Denis v Nuits-Saint-Georges, v současné době ve farním kostele Premeaux-Prissey (Côte-d'Or)
- Socha Panny Marie s dítětem, farní kostel Saint-Aignan v Rouvres-sous-Meilly
- Madona s dítětem, kolem 1415–1420, vápenec, Auxonne, kostel Notre-Dame
- Sv. Pavel, Metropolitní muzeum, New York (okruh Clause de Werve)[6]

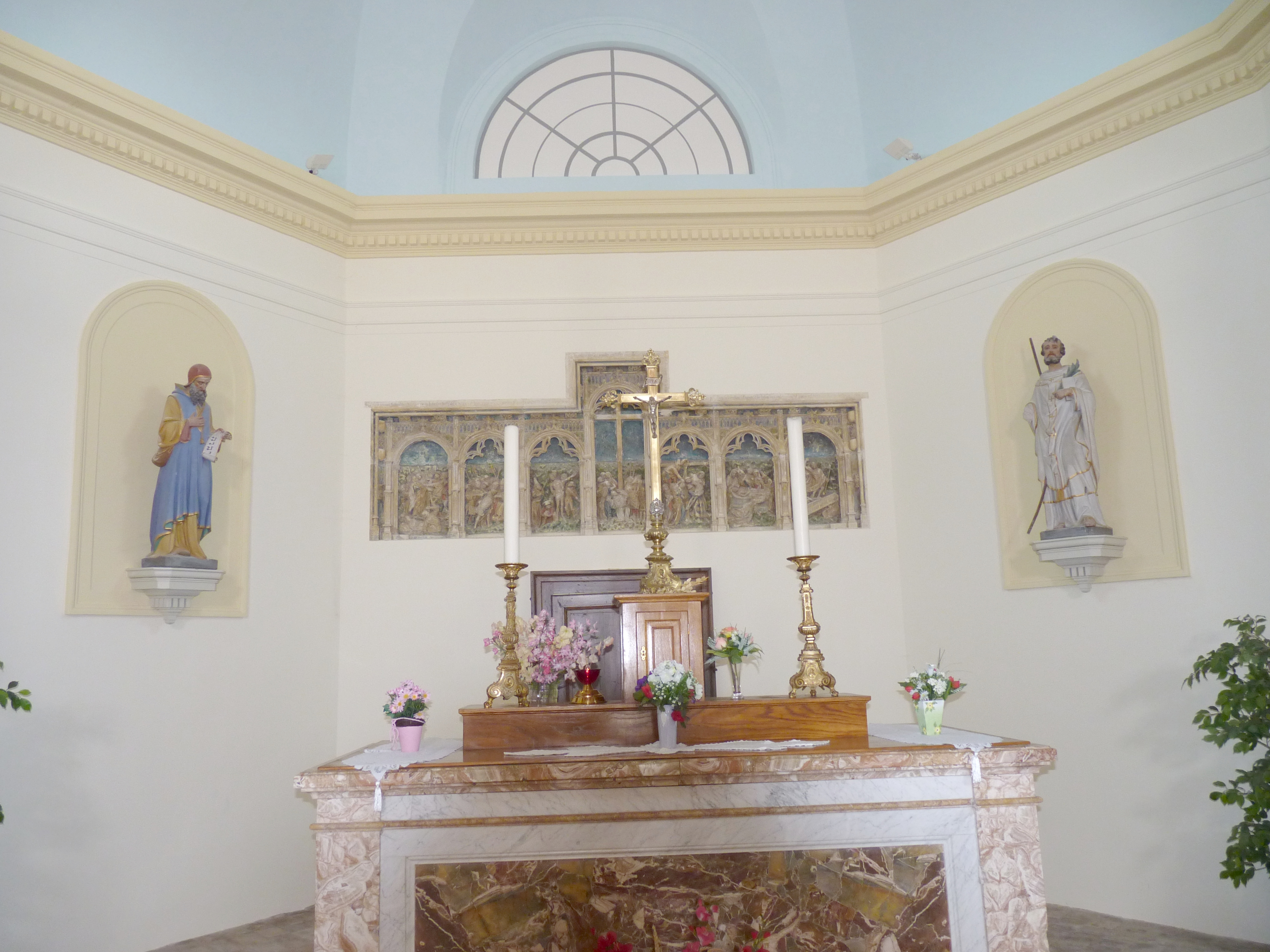
Oltářní obraz, Bessey les Citeaux
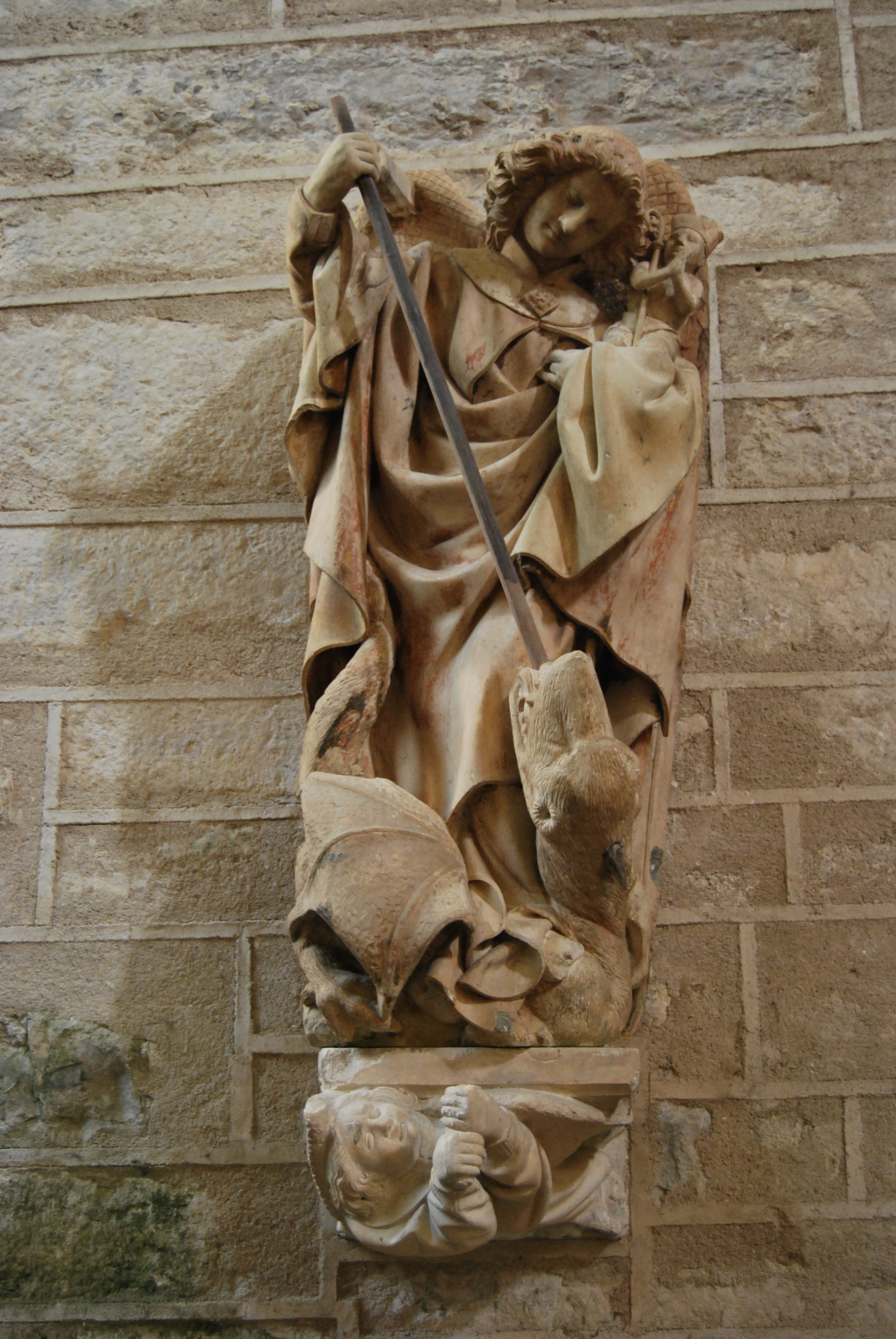
Sv. Michael, Pohřební památník opata Aimé de Chalon
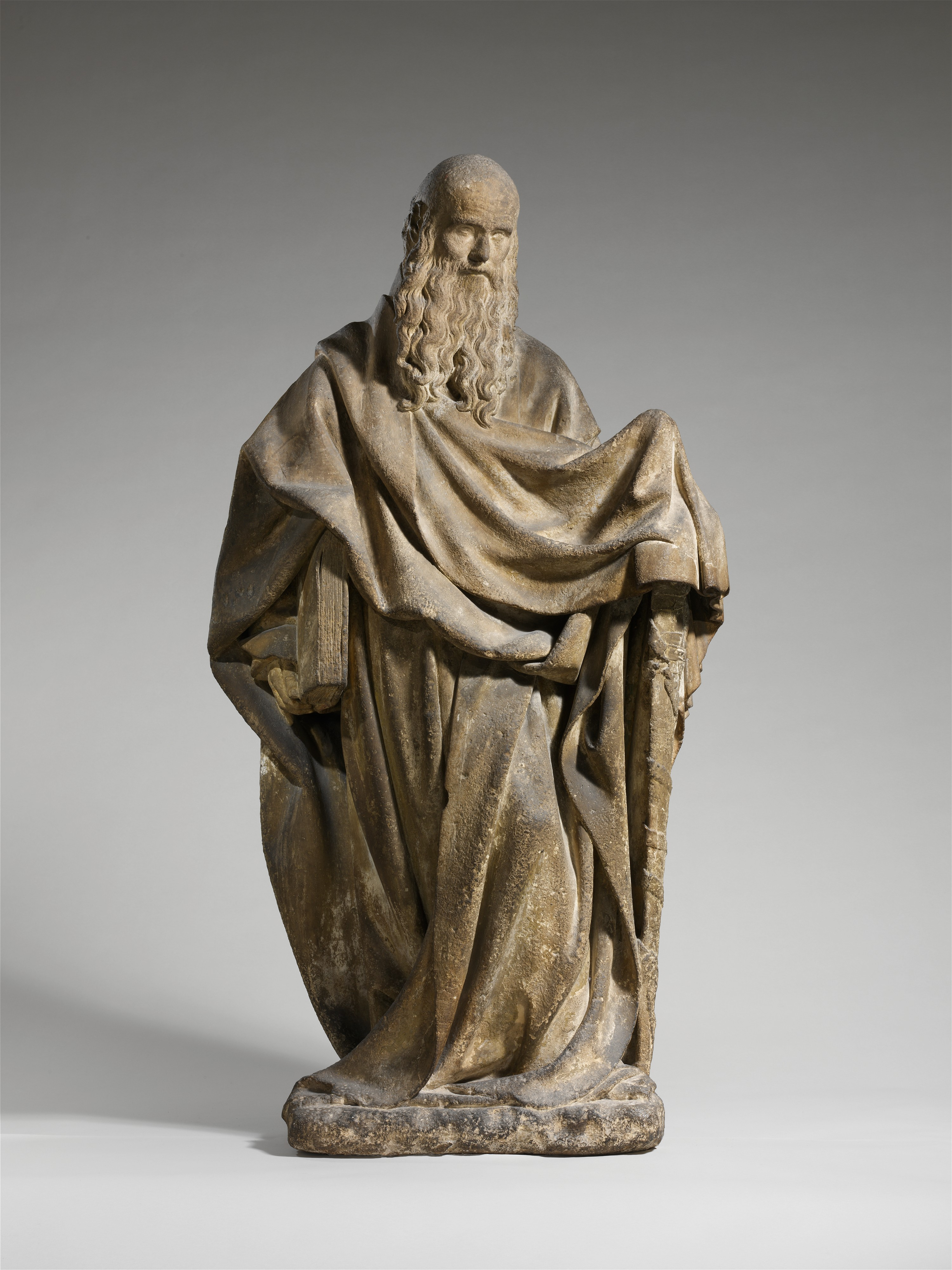
Sv. Pavel, Metropolitní muzeum, New York
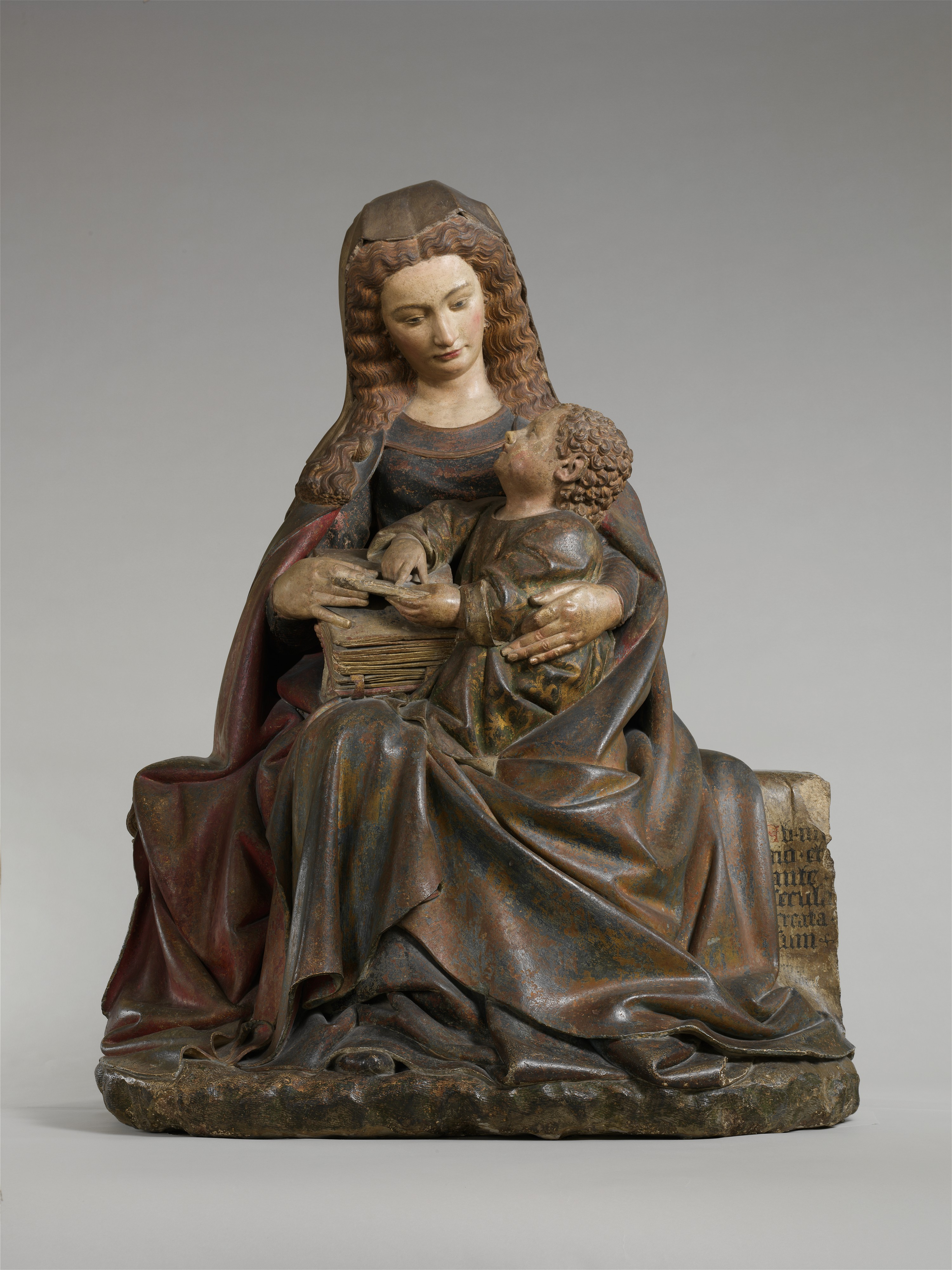
Madona s dítětem, Metropolitní muzeum, New York